# 穆埃特
穆埃特（法語：Mouettes，法語發音：[mwɛt] ⓘ）是法国厄尔省的一个市镇，属于埃夫勒区。

## 地理
穆埃特（48°53'46"N, 1°21'40"E）面积8.39 平方千米，位于法国诺曼底大区厄尔省，该省份为法国北部内陆省份，北起滨海塞纳省，西接奧恩省和卡爾瓦多斯省，南至厄尔-卢瓦省，东临瓦兹省、瓦兹河谷省和伊夫林省。
与穆埃特接壤的市镇（或旧市镇、城区）包括：拉库蒂尔-布塞、克罗特、厄尔河畔埃济、拉比、穆索-讷维尔。

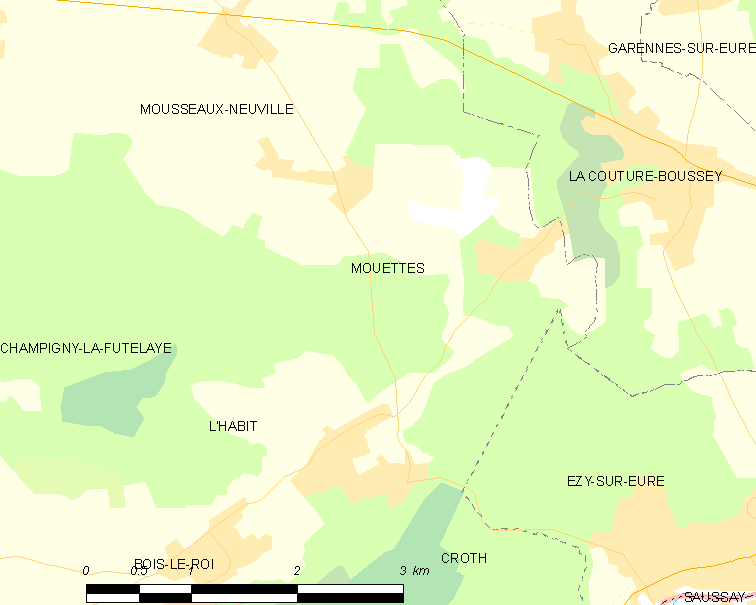
穆埃特的OSM定位图

穆埃特的时区为UTC+01:00、UTC+02:00（夏令时）。

## 行政
穆埃特的邮政编码为27220，INSEE市镇编码为27419。

## 政治
穆埃特所属的省级选区为圣安德烈德勒尔县。

## 人口

1962-2008年间穆埃特人口变化图示

穆埃特于2022年1月1日时的人口数量为753人。